# Stichelhaariger Bosnischer Laufhund – Barak
Der Stichelhaarige Bosnische Laufhund – Barak (bosanski oštrodlaki gonič – Barak; босански оштродлаки гонич – барак) ist eine von der FCI anerkannte Hunderasse aus Bosnien (FCI-Gruppe 6, Sektion 1.2, Standard Nr. 155). Die Rasse steht unter dem Patronat der FCI, da es keine Partnerorganisation der FCI in Bosnien und Herzegowina gibt.

## Herkunft und Geschichtliches
Der Barak ist ein Laufhund und stammt von lokalen Schlägen und Windhunden aus dem Mittelmeergebiet ab. Die Mischung ergab eine gut dem Klima angepasste, robuste Rasse, die etwa seit dem neunzehnten Jahrhundert in Bosnien gezüchtet wurde. Die Rasse wurde 1965 als Illyrischer Laufhund (Ilirski Gonič) von der FCI registriert, der Name wurde im aktuellen Standard auf Stichelhaariger Bosnischer Laufhund – Barak (Bosanski Oštrodlaki Gonič – Barak) geändert.

## Beschreibung
Der Barak ist ein sehr zäher und ausdauernder Hund, er wird bis zu 56 cm groß und 24 kg schwer. Das drahtige, raue, längere Haarkleid schützt ihn vor den Unbilden des Wetters. Als typische Arbeitshundrasse wurde viel mehr auf Gebrauchstüchtigkeit Wert gelegt als auf das Aussehen. Die Ohren sind mittelhoch angesetzt, mittellang und breit, herabhängend und ein wenig dick, zur Spitze hin dünner und am Ende abgerundet.

## Verwendung
Er ist ein Jagdhund und ein guter Wachhund ohne bissig zu sein.